# Дарбанхи
Дарбанхи (рос. Дарбанхи) — село у Гудермеському районі Чечні Російської Федерації.
Населення становить 2329 осіб (2019). Входить до складу муніципального утворення Дарбанхінське сільське поселення.

## Історія
Згідно із законом від 27 лютого 2009 року органом місцевого самоврядування є Дарбанхінське сільське поселення.

## Населення
| 1990  | 2002  | 2010  | 2012  | 2013  | 2014  | 2015  |
| ----- | ----- | ----- | ----- | ----- | ----- | ----- |
| 1713  | ↘1683 | ↗2101 | ↗2170 | ↗2188 | ↗2240 | ↗2253 |
| 2016  | 2017  | 2018  | 2019  |       |       |       |
| ↗2277 | ↗2312 | ↗2313 | ↗2329 |       |       |       |